# 149/35 Mod. 1901
Il 149/35 Mod. 1901 è stato un cannone utilizzato dal Regio esercito e fu uno dei primi esemplari in acciaio di fabbricazione italiana (in quanto prodotto nei cantieri della società Armstrong a Pozzuoli).
Denominato al momento dell'adozione, prima della Grande Guerra,  "cannone da 149A" , ossia "in acciaio", fu utilizzato sia su affusto da assedio, rigido e ruotato, che in installazioni fisse in torretta corazzata. Per queste ultime fu realizzata una versione con affusto a deformazione chiamata 149/35 A (Armstrong).

## Storia

### Sviluppo

Prototipo dell'AREN di cannone 149/35 su affusto a deformazione (1922)

Progetto risalente al 1890, fu ideato come miglioramento del cannone 149/23 (denominato all'origine 149G, ossia "in ghisa"): questi, come cannone, era di fatto decisamente corto e poco prestante per l'epoca, essendo infatti, con lunghezza della canna di 23 calibri, al limite inferiore della sua categoria (al di sotto dei 22 calibri si tratta di obici). L'idea era quella di disporre di un pezzo di sufficiente gittata che accompagnasse il suddetto cannone ed il mortaio da 210/8 D.S., che, insieme, formavano la colonna portante dell'artiglieria d'armata.
In quel periodo, erano al vaglio altri progetti riguardanti pezzi campali e da montagna, fra cui il 70A: incredibilmente, 20 anni di studi non portarono ad altro che un semplice affusto rigido (sia per il 149 che per il 70), avendo valutato poco conveniente l'affusto a deformazione (evidentemente a causa della difficoltà di progettazione della complessa meccanica).
Il primo prototipo, realizzato da Arsenale Regio Esercito di Torino (ARET), fu presentato nel 1896 e nel 1899 si ebbero le prime prove a fuoco con una batteria sperimentale. Alla sua omologazione nel 1901, il cannone, allora denominato 149A, risultava già vecchio: dopo ogni sparo, i serventi dovevano rimettere in posizione a mano le 8 tonnellate dell'artiglieria in posizione di tiro, con la conseguente ripetizione di tutte le operazioni di puntamento, peraltro complicate dal fatto che l'affusto era a coda unica e quindi privo di congegni per la regolazione in direzione (ovvero: per modificare il tiro nel settore orizzontale, occorreva spostare tutto il complesso). Inutile dire che questo grave inconveniente riduceva notevolmente la cadenza di tiro: su terreno liscio, poteva retrocedere anche di diversi metri; annullare completamente il rinculo poteva essere però dannoso, in quanto avrebbe causato un elevatissimo tormento degli orecchioni, di tutto l'affusto e della vite d'alzo, rovinando quindi irreparabilmente tutto il sostegno. Si potevano solamente piazzare un pancone alla base della coda e robusti cunei di legno dietro alle ruote che, opportunamente puntellati, riportavano il pezzo nella posizione originaria.
Balisticamente, però, fu un ottimo pezzo, apprezzato soprattutto per la potenza di fuoco e la precisione, meno per la gittata (meno di 18 km), quando i pari calibro stranieri, quasi tutti su affusto a deformazione, sparavano ad almeno 19–20 km.
Ben presto i comandi militari italiani si resero conto delle gravi limitazioni conseguenti all'adozione dell'affusto rigido, per cui avviarono degli studi, in collaborazione con le acciaierie tedesche Krupp, per l'adozione di una culla e di un sistema rinculante per la sola canna: ciò avvenne nel 1911, e nel marzo 1915 erano stati approvati i progetti definitivi, ma l'entrata in guerra del Regno d'Italia contro gli Imperi centrali provocò la cancellazione degli ordini per i nuovi pezzi.
Da alcune fotografie e da un documentario dell'Istituto LUCE sembra che alcuni pezzi da 149/35 A. con freni idraulici (del tipo che armava i forti) siano stati adattati per essere incavalcati su affusti a ginocchiello molto basso; in effetti da molti forti, come quello dello Chaberton, e postazioni, vista la loro inutilità (ad esempio perché posti al confine francese) furono ritirati cannoni e mitragliatrici e non è da escludere che sistemazioni campali siano state effettuate per reimpiegare queste armi.
Il Regio Esercito affrontò così tutta la prima guerra mondiale con il pezzo "vecchio", anzi riavviandone nel 1917 la produzione, semplice ed economica rispetto a quella di pezzi di nuova conduzione. Nel 1918 il Regio Esercito aveva così a disposizione 598 pezzi.
A causa delle difficoltà economiche e sociali del dopoguerra, solo nel 1922 vennero ripresi i progetti precedenti al conflitto da parte dell'Arsenale Regio Esercito di Napoli (AREN), ma fu scartato; l'unica modifica di rilievo consistette nell'applicazione di carrelli elastici che permettessero il traino meccanico a velocità un po' più elevate rispetto al periodo precedente.

### Impiego operativo
Il cannone da 149/35 fu ampiamente utilizzato durante tutta la guerra; ne furono perduti molti pezzi durante la ritirata da Caporetto, ma i vuoti furono ricolmati entro la battaglia di Vittorio Veneto.
Fra gli anni 1920 e 1930 furono inviati solamente in Spagna con il Corpo Truppe Volontarie, durante la guerra civile, in ragione di appena 6 pezzi. Il loro invio in Etiopia fu evidentemente scartato in quanto non necessario, contro un esercito che non disponeva che di pochi pezzi leggeri.
La maggior parte dei pezzi fu destinata ad operare nei raggruppamenti d'artiglieria da posizione della Guardia alla frontiera (GaF): al 10 giugno 1940, data dell'entrata in guerra dell'Italia, si contavano infatti più di 60 batterie a disposizione dei reparti di confine; nel complesso si contavano ben 870 cannoni, di cui 28 dotati di installazione particolare in torrette corazzate. I cannoni da 149/35 (in particolare quelli in carico alla batteria dello Chaberton) intervennero contro le truppe francesi durante la Battaglia delle Alpi Occidentali, ma il più delle volte l'impiego di proietti convenzionali non perforanti non permetteva di aver ragione delle fortificazioni transalpine. Sempre inquadrati nella GaF, svariati pezzi operarono contro la Grecia e la Jugoslavia: si contavano 72 pezzi all'aprile 1941.
Poiché la distribuzione dell'Ansaldo 149/40 Mod. 1935, destinato a sostituire il Mod. 1901, era lungi dall'essere completata, nel 1940 il pezzo era ancora in carico all'artiglieria d'armata. Numerose batterie furono dislocate anche in Libia, per un totale di 48 bocche del 5º Raggruppamento d'artiglieria d'armata e 37 appartenenti alla GaF e dislocate soprattutto come difesa delle piazzeforti più importanti (Tobruch, Bardia, Tripoli). Nel gennaio 1942 figuravano ancora 46 cannoni ed almeno 16 parteciparono alla disperata difesa della Tunisia dal febbraio 1943, nonostante i numerosi rovesci e i continui spostamenti del fronte; talvolta furono talmente veloci, come durante l'operazione Compass, che i britannici non facevano nemmeno in tempo a recuperare i cannoni abbandonati (tra l'altro di calibri diversi dai loro standard) né a manometterli, cosicché gli artiglieri italiani li ritrovavano esattamente al loro posto.
Per quanto riguarda la madrepatria, il cannone da 149/35 fu utilizzato per la difesa costiera, come in Sicilia (analogo ruolo svolsero in Albania, Francia, Grecia, Dalmazia e nel Dodecaneso italiano), per un complesso di 16 gruppi completamente armati ed efficienti al giugno 1943.

## Tecnica
- granata monoblocco da 149/35: corpo bomba in acciaio, carica in miscela binitrofenolo-tritolo (MBT) o miscela nitrato ammonico-dinitronaftalina-tritolo (siperite o MNDT) o miscela schneiderite-tritolo (MST), peso: 37,93 o 36,24 o 37,1 kg a seconda dell'esplosivo usato
- granata da 149/35 inglese modificata: corpo bomba in acciaio, carica in tritolo o MST, peso: 41,45 o 42,8 kg
- granata da 149/35 inglese originale: corpo bomba in acciaio, carica in tritolo o MST o liddite, peso: 42,2 kg
- granata di ghisa acciaiosa da 149/12-35: corpo bomba in ghisa acciaiosa, carica in miscela acido picrico-tritolo (MAT) o MBT o MNDT, peso: 38,45 o 37,52 kg
- granata da 149/35 Mod. 32: corpo bomba in acciaio, carica in tritolo, peso: 42,527 o 42,498 kg
- shrapnel da 149/12-35: corpo bomba in acciaio, carica con pallette di piombo-antimonio, peso: 42,35 o 43 kg
- granata a d.e. (doppio effetto) da 149/35: corpo bomba in acciaio, carica in tritolo, peso: 45,117 kg

Il cannone 149/35 Mod. 1901: affusto d'assedio in batteria con cunei e pancone.

Una trattrice Breda TP32 in una dimostrazione con cannone da 149/35 Mod. 1901 con avantreno

La canna era in acciaio, con rigatura sinistrorsa a passo costante (48 righe) o misto (36 righe); ha diametro della bocca di 149 mm e, nonostante il nome 35, la lunghezza effettiva della canna è di 5464 mm (pari a 36,6 calibri); tale caratteristica è dovuta ad una modifica successiva della canna rispetto ai primi esemplari messi in circolazione senza più modifica al nome; esternamente alla culatta era presente una cerchiatura che portava anche gli orecchioni per il posizionamento della bocca da fuoco. Il congegno di chiusura della culatta consisteva in un classico otturatore cilindrico (privo di rigatura) a tre manovre con chiusura ermetica ad anello plastico, mentre l'innesco era a cannello a frizione.
L'affusto "d'assedio", di tipo rigido in acciaio a coda unica con pedana per i serventi, era a ruote con razze di legno da 1560 mm di diametro e 1480 mm di carreggiata. L'elevazione era regolata tramite un volantino sulla coda dell'affusto, i cui ingranaggi agivano su un settore dentato solidale con la culatta. Come organi di mira il pezzo era dotato di cerchio di puntamento Mod. Cortese.
Per facilitare il traino e per contenere il rinculo, negli anni precedenti alla guerra sui battistrada delle ruote vennero installate le "rotaie a cingolo" brevettate dal capitano italiano Crispino Bonagente. Visibili in quasi tutte le fotografie di pezzi d'artiglieria di molte nazioni coinvolte nella Grande Guerra, i cingoli "Bonagente" erano formati da 12 piastre rettangolari unite da 12 elementi su ogni ruota, che allargavano il piano d'appoggio delle ruote permettendo il transito su terreni soffici e cedevoli e soprattutto rendendo superfluo l'impiego delle pesanti piattaforme di legno (dette paioli), sulle quali venivano messe in batteria le artiglierie d'assedio. Altre dotazioni erano i cunei ed il pancone. I cunei erano due piani inclinati, più grandi di quelli usati con la piattaforma, che venivano posizionati circa un metro e mezzo dietro alle ruote. Al momento dello sparo il cannone rinculava sui due cunei, che grazie al suo peso ne frenavano la corsa, esaurita la quale il cannone per gravità tornava nella posizione di partenza. Il pancone era una sorta di slitta in legno e metallo posizionata sotto alla coda dell'affusto; esso accompagnava la coda nel rinculo evitando, di concerto con i cunei, il disallineamento del pezzo; contemporaneamente, per attrito, ne frenava la corsa retrograda.
Il traino meccanico (tramite trattrice Pavesi-Tolotti Tipo B o Breda TP32) era effettuato tramite un avantreno, previo arretramento della canna sulle orecchioniere "di via" situate sulla coda dell'affusto, in modo da spostare indietro il baricentro, tra la sala dell'affusto e quella dell'avantreno. Sui percorsi lunghi era eseguito scomponendo il pezzo e caricando la canna su un rimorchio trainato da trattrice e l'affusto su un altro rimorchio trainato da autocarro.
La batteria da 149/35 Mod. 1901 era composta, negli anni trenta, da 4 cannoni, 4 trattori d'artiglieria, 10 autocarri, 10 rimorchi e 2 mitragliatrici per la difesa ravvicinata del pezzo. Su strada la batteria si estendeva per 400 metri e si muoveva a 6-8 km/h.

## Il 149/35 A.
Poiché gli arsenali nazionali producevano solo il Mod. 1901 ad affusto rigido, fu commissionata alla Armstrong di Pozzuoli la produzione di un cannone con caratteristiche balistiche simili ma su affusto a deformazione, così come con la francese Schneider per il 149/35 S.. Il 149/35 A. (Armstrong) impiegava la medesima bocca da fuoco del Mod. 1901 (e ovviamente lo stesso munizionamento), adattata ad una culla con freno di sparo idraulico e recuperatore a molla. Il complesso, pesante 4160 kg, veniva incavalcato sugli affusti ad aloni delle installazioni tipo A., tipo A.M. e tipo G.

## Installazioni fisse tipo A. e tipo G.

Cannone 149/35 A. a deformazione su affusto e piattaforma per installazione tipo A

Le installazioni in cupola corazzata tipo A. (Armstrong) e tipo G. (Grillo, il progettista) usate nelle fortificazioni del Vallo Alpino (come ad esempio nel Forte Pramand e nella Batteria La Court al Moncenisio) erano tecnicamente simili ed erano armate con il cannone 149/35 A. a deformazione su impianto su piattaforma girevole, contenuto in un pozzo cilindrico, ricavato in gettata di calcestruzzo. L'affusto ad aloni era fissato ad una piattaforma, rotante su un perno centrale nel tipo G. e su una corona di rulli nel tipo A., fissati nel calcestruzzo sul fondo del pozzo; una cupola corazzata in acciaio spesso 140–160 mm, solidale con l'affusto e munita di cannoniera per la bocca da fuoco, ruotava su una rotaia fissata ad un'avancorazza in ghisa affogata nel calcestruzzo.

## Installazione fissa tipo A.M.
L'impianto in torre corazzata tipo A.M. (Armstrong Montagna) fu commissionata alla Armstrong per l'installazione nelle batterie di alta montagna ed in particolare quella dello Chaberton. La torre, simile a quelle navali, era armata con il cannone 149/35 A., protetto da una casamatta in lamiera di acciaio spessa 50 mm massimo nella parte frontale, 25 mm sul tetto e 15 mm nelle parti posteriori, munita di feritoia di puntamento anteriormente e di due oblò posteriormente. Il pezzo era incavalcato su un affusto ad aloni che permetteva una elevazione del pezzo compresa tra +25° e -8°. L'affusto a deformazione poggiava su una piattaforma che ruotava su una corona di rulli, inchiavardata al corpo cilindrico della torre in calcestruzzo.
La corazzatura della casamatta era relativamente leggera in quanto doveva difendere gli 8 serventi (capo-pezzo, puntatore, caricatore, porgitore, preparatore e 2 o 3 aiutanti) solo dalle schegge di granata e dalle pallette di shrapnel, oltre che dalle intemperie atmosferiche (in quanto non si pensava potessero venir colpiti da colpi provenienti dall'alto).